# شهر صنعتی رشت
شهر صنعتی رشت یکی از شهرهای صنعتی بزرگ ایران است که در سال ۱۳۵۳ در جنوب شهر رشت تأسیس شد.

## تاریخچه
شهر صنعتی رشت در تاریخ ۲۶ آذر ۱۳۵۳ هـ. ش تأسیس گردید. سهامداران فعلی این شهر صنعتی عبارت‌اند از: شرکت شهر صنعتی البرز قزوین، شرکت سرمایه‌گذاری بانک صنعت و معدن، سازمان گسترش و نوسازی صنایع ایران، شرکت کارگزاری بانک کشاورزی، شرکت ساتکاب وابسته به وزارت نیرو و شرکت خدمات مدیریت غدیر.
شهر صنعتی رشت طبق مصوبات اولیه در وسعتی به میزان ۲۲۸۸ هکتار طراحی و ۵۲۰ هکتار آن آماده‌سازی و بخش عمده‌ای به متقاضیان واگذار گردیده‌است که با توجه به برنامه‌ریزی‌های انجام شده، بر اساس تقاضا قابل توسعه است.
در حال حاضر تعداد ۲۸۰ واحد صنعتی در این شهر صنعتی وجود دارد که از این تعداد ۱۴۰ واحد در حال کار و ۱۱۰ واحد نیز در حال احداث هستند. اغلب بانک‌ها در شهر صنعتی رشت دارای شعبه بوده و عملیات بانکی در آن‌ها به سهولت انجام می‌پذیرد. همچنین شعبهٔ سازمان تأمین اجتماعی در شهر صنعتی افتتاح و کلیهٔ امور بیمه‌شدگان این شهر صنعتی در این شعبه انجام می‌شود. دفتر پست نیز در شهر صنعتی از سال‌ها قبل در حال کار بوده و هم‌اکنون امور کلیهٔ مرسولات از جمله مرسولات خارجی در این شعبه انجام می‌پذیرد.
در شهر صنعتی رشت سایر خدمات عمومی از جمله ایستگاه آتش‌نشانی، مرکز مخابرات و پست امداد گاز مستقر و به فعالیت مشغول هستند.

## امکانات زیربنایی
- بر اساس طرح جامع شهر صنعتی رشت، در مجاورت هر قطعه زمین حداقل یک خیابان به عرض ۳۰ تا ۳۴ متر احداث گردیده‌است. شهر صنعتی رشت از شمال و جنوب دارای جادهٔ دسترسی است که این شهر را از سمت جنوب با آزادراه رشت قزوین و جادهٔ ترانزیت آستارا ارتباط داده و از سمت شمال نیز به جادهٔ موسوم به کانال و از آن‌جا به اتوبان رشت قزوین متصل می‌نماید.
- شهر صنعتی رشت از نظر امکانات گازرسانی به صنایع، دارای موقعیت استثنایی بوده و با توجه به عبور دو خط فشار قوی از شمال و جنوب شهر، اغلب صنایع دارای لوله‌کشی گاز با فشار ۲۵۰ پوند یا ۶۰ پوند هستند.
- شهر صنعتی رشت هم‌اکنون دارای پست برق ۶۳٫۲۰ کیلوولت به ظرفیت ۶۰ مگاوات ساعت است که با افزایش تجهیزات به ظرفیت ۸۰ مگاوات ارتقا و واگذار شده‌است. پست دوم شهر صنعتی به ظرفیت ۳۶۰ مگاوات در حال احداث است و شرکت برق متعهد است که با متقاضیان، قرارداد تأمین برق به میزان مورد نیاز منعقد نماید. همچنین ۱۰۰٪ خیابان‌های شهر صنعتی با شبکهٔ ۲۰ کیلوولت تجهیز شده‌است و واحدهای صنعتی انشعاب خود را از جنب درِ ورودی تحویل می‌گیرند.
- شهر صنعتی رشت هم‌اکنون دارای شبکهٔ آبرسانی است که ۳۰٪ شهر را تحت پوشش قرار داده‌است و لوله‌کشی ۷۰٪ بقیه شهر نیز در حال انجام است و با پروژهٔ افزایش فشار که عملیات نهایی آن انجام شده‌است، قابلیت توزیع آب از طریق سیستم لوله‌کشی شهری امکان‌پذیر می‌گردد. علاوه بر آن طرح آبرسانی به شهر صنعتی از طریق چاه فلمن، خط انتقال به طول ۱۸ کیلومتر تا شهر صنعتی و احداث مخزن زمینی ۱۰٬۰۰۰ متر مکعبی در دست اجرا است که طی یک سال آینده به بهره‌برداری می‌رسد. با توجه به پروژهٔ مزبور ظرفیت آبرسانی شهر صنعتی به ۵۰۰ لیتر در ثانیه بالغ می‌گردد.[نیازمند منبع]
- در سال ۱۳۸۵ ظرفیت خطوط تلفن شبکهٔ مخابرات شهر صنعتی از ۱٬۰۰۰ شماره به ۳٬۰۰۰ شماره افزایش یافته‌است و تلفن‌های جدید از نیمهٔ دوم همان سال به روز به متقاضیان واگذار می‌گردد.[۲]

## نقشهٔ شهر صنعتی رشت